# Jürgen Barth
Jürgen Barth, född 10 december 1947 i Thum, är en tysk racerförare, son till formel 1-föraren Edgar Barth.
Barth har bland annat vunnit Le Mans 24-timmars 1977 och Nürburgring 1000 km 1980.